# Michael Breen
Michael Breen (* 31. července 1952, Aylesbury, Buckinghamshire, Velká Británie) je spisovatel a novinář, který se zaměřuje na Severní a Jižní Koreu. Je dobře známý svou znalostí korejské společnosti a kultury, kterou lze najít v jeho populárně naučných textech o Koreji (Severní a Jižní) a v jeho pravidelných novinových sloupcích.
Absolvoval Universitu of Edinburgh a v Jižní Koreji začal působit v roce 1982. Svými články reportoval o dění v Severní a Jižní Koreji pro několik novin včetně The Guardian a The Washington Times. V roce 1994 konzultantem se specializací na Severní Koreu. Do oblasti public relations vstoupil v roce 1999 jako generální ředitel společnosti Merit Communications, tehdy největší PR agentury v Jižní Koreji později Merit/Burson-Marsteller, kde zůstal až do roku 2004. Poté založil PR agenturu Insight Communications Consultants, kde je jednatelem. V roce 2001 mu byl udělen titul čestného občana Soulu. Od roku 2007 je také editorem pravidelného sloupku English-language daily in South Korea v deníku The Korea Times.

## Dílo
- Kim Jong-il: North Korea's Dear Leader by Michael Breen, John Wiley & Sons (Asia), 2004, ISBN 978-0-470-82131-2
- The Koreans: Who They Are, What They Want, Where Their Future Lies, St. Martin's Griffin, 2004, ISBN 978-0-312-32609-8
- Sun Myong Moon, the early years, Refuge Book, 1997, ISBN 0-9531637-0-9. Česky Son Mjong Mun, rané období 1920-1953, Ideál, 2001, ISBN 80-901017-3-9
- The Korea Times, English-language daily in South Korea